# Калаус
Кала́ус — река России на Северном Кавказе в Ставропольском крае.

## Название
Название топонима произошло от тюрк. кала — «город», или тюрк. калаус — «граница», так как это была пограничная зона различных прикавказских народов минимум со времён Золотой Орды (по сведениям А. В. Твёрдого). Также возможно ногайское происхождение (ног. кыл — «волос» и ног. авыс — переправа, то есть «узкая переправа»).

## Географические сведения
Река Калаус берёт начало на Султанских высотах, со склона горы Брык, протекает по Ставропольской возвышенности, является левым притоком Западного Маныча. Общая длина реки Калаус 436 км, расстояние от устья до впадения в Западный Маныч 141 км, средний уклон 0,0015, ширина русла достигает 40—50 м, глубина до 1,5 м, скорость течения 1-2 м/с. Калаус имеет 81 приток с общей протяжённостью 936 км. Водосборная площадь — 9700 км². Питание реки смешанное: родниковое, снеговое, дождевое. Высота весеннего многоводья над меженью достигает от 2,5 до 2,6 м. Ширина долины колеблется от 50 до 100 м. Берега крутые, обрывистые, кое-где высота достигает 15 м. Это самая мутная река в крае и третья по мутности река в России, в одном кубическом метре находится до 8 кг твёрдых частиц. За время своего существования образовала на Ставропольской возвышенности Прикалаусские высоты.
 Годовой сток 0,06 км³.

Расход воды в разных местах течения

Годовой сток реки Калаус у города Светлограда до обводнения

У истока Калауса находятся майкопские глины, поэтому вода достаточно солёная и не пригодна для питья, хотя до открытия в селе Петровском водопровода, крестьяне её всё-таки употребляли.
До строительства БСК и пуска кубанской воды в 1967 году, летом нередко пересыхала, и в ширине доходила до 10 см. В прошлом река Калаус, достигая тальвега Кумо-Манычской впадины, разветвлялась, как и другой приток Маныча — Большой Егорлык. Русло, идущее от этой точки (45°43′ с. ш. 44°06′ в. д.) на север и далее на запад, к озеру Маныч-Гудило, становилось началом Западного Маныча; русло, идущее на юг и далее на восток, становилось началом Восточного Маныча. Впоследствии в этом месте была построена Калаусская плотина, препятствующая стоку воды Калауса в Восточный Маныч; таким образом, Калаус стал лишь притоком Западного Маныча.

## Притоки (км от устья)

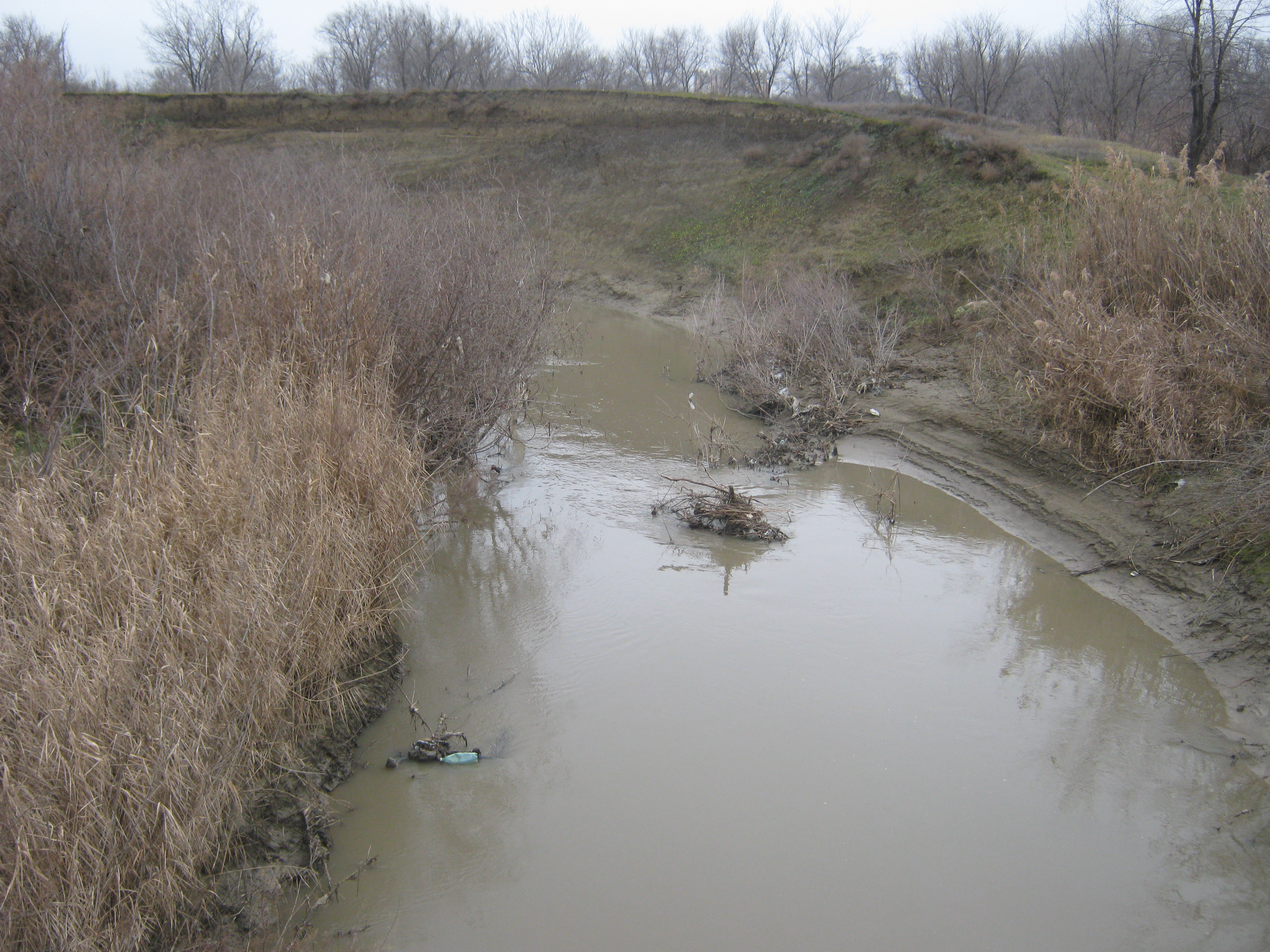
Типичный обрыв берегов Калауса.

- 121 км: река Айгурка (Ягурка, Ягуры, Малые Ягуры) (пр)
- 175 км: река Барханчак (балка Большой Барханчак)
- 194 км: река Куберла (лв)
- 233,6 км: река без названия, в 2 км к СЗ от с. Шведино
- 234,2 км: река без названия, в 2,5 км к СЗ от с. Шведино
- 253 км: Балка Кисличанская — г. Светлоград (пр)
- 254,8 км: Карамык — г. Светлоград (пр)
- 255,9 км: река без названия, у с. Петровское
- 256,4 км: река Кугутка (лв)
- 280 км: река Грачёвка (лв)
- 296 км: река без названия, в 3,3 км к С. от х. Гревцов
- 344 км: река Чечера (пр)
- 365 км: река Большой Янкуль (лв)
- 406 км: река Янкуль (балка Колонская) (лв)

## Поселения
На реке Калаус расположены два крупных города, Светлоград и Ипатово, а также множество сёл, таких как Верхний Калаус, Воздвиженское, Сергиевское.
В честь реки названы улицы в Светлограде, Ипатово, селах Дербетовка и Вознесеновское (ул. Калаусская).

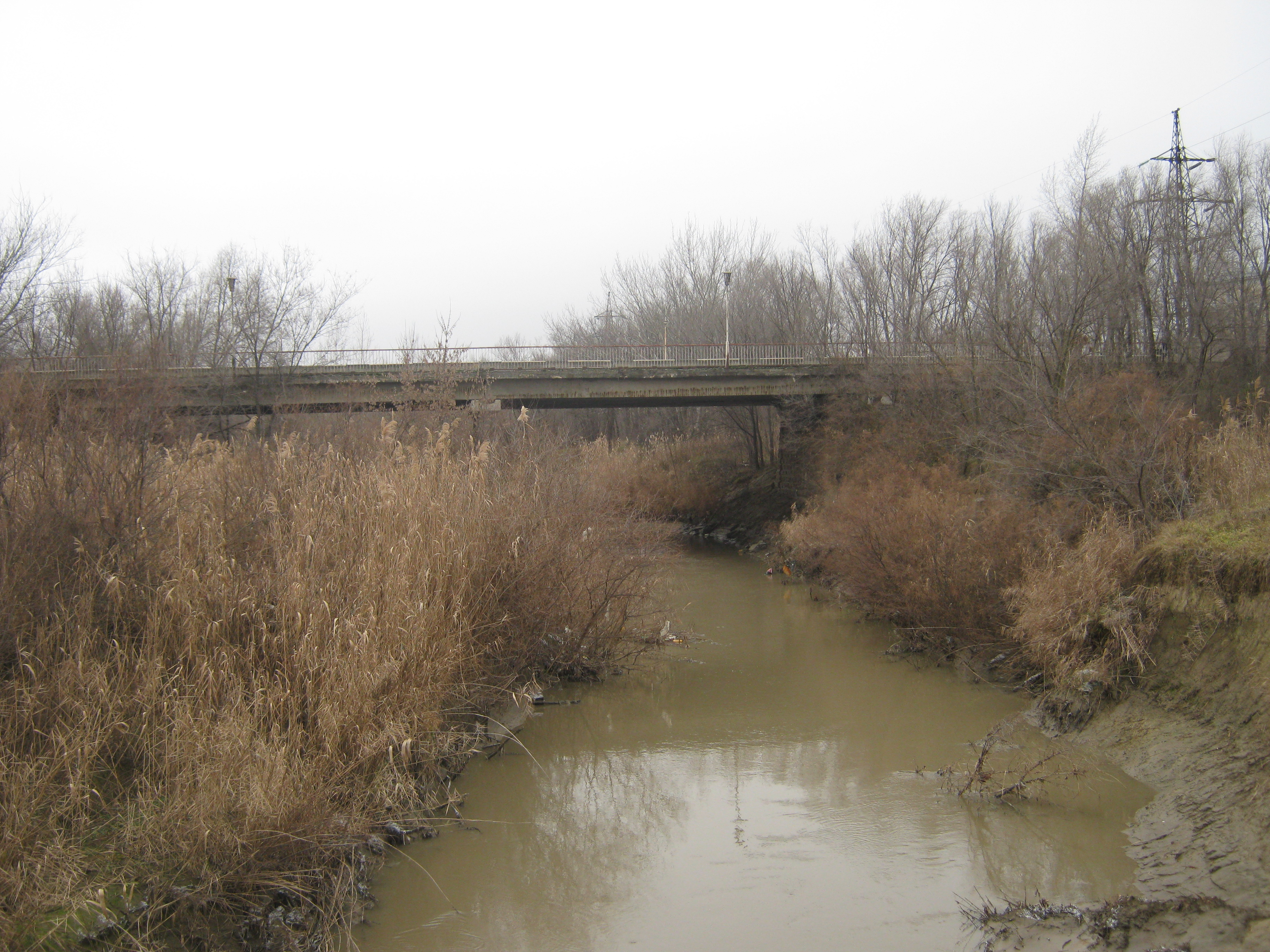
Красный мост через реку Калаус в черте города Светлограда (зима 2011)

## Экологическое состояние
Русло реки в черте Светлограда и Ипатово сильно загрязнено мусором и бытовыми отходами и зачастую используется жителями прилегающих домов в качестве бесплатной свалки, а происходящее заиление и уменьшение пропускной способности его русла приводит к затоплению прилегающих территорий и уменьшению посевных площадей и угрожает затоплением селу Воздвиженскому. В 2008 году правительство края намеревалось выделить денежные средства на расчистку русла реки.